# Feldmarkung östlich von Kolbingen
Die Feldmarkung östlich von Kolbingen wurde vom Landratsamt Tuttlingen am 25. März 1988 durch Verordnung ausgewiesenes Landschaftsschutzgebiet auf dem Gebiet der Gemeinde Kolbingen.

## Lage
Das Landschaftsschutzgebiet Feldmarkung östlich von Kolbingen gehört zu den Naturräumen Baaralb und Oberes Donautal und Hohe Schwabenalb.

## Landschaftscharakter
Das Gebiet liegt auf der Albhochfläche, die im Süden steil in das Durchbruchstal der Oberen Donau abfällt. Es handelt sich um eine kleinräumig strukturierte Heckenlandschaft mit extensiv genutzten Flachland-Mähwiesen und Magerrasen sowie einigen wenigen Ackerschlägen. Im Süden um das Hintelestal gehören auch einige Waldflächen zum Landschaftsschutzgebiet.

## Zusammenhängende Schutzgebiete
In das Landschaftsschutzgebiet eingebettet liegt das durch seine Märzenbecherblüte bekannte Naturschutzgebiet Hintelestal. Südlich grenzt das Landschaftsschutzgebiet Donautal mit Bära- und Lippachtal an. Ein Teil des Landschaftsschutzgebiets gehört zum FFH-Gebiet Großer Heuberg und Donautal. Das Gebiet liegt zudem im Vogelschutzgebiet Südwestalb und Oberes Donautal sowie im Naturpark Obere Donau.